# Styringomyia serristylata
Styringomyia serristylata är en tvåvingeart som beskrevs av Alexander 1930. Styringomyia serristylata ingår i släktet Styringomyia och familjen småharkrankar.
Artens utbredningsområde är Gabon. Inga underarter finns listade i Catalogue of Life.